# Football Club København
El Football Club København (FC Copenhague o FCK) és un equip de futbol de la capital de Dinamarca, Copenhaguen. Actualment disputa la Lliga danesa de futbol. Forma part de la companyia Parken Sport & Entertainment, que també és propietària dels clubs d'handbol maculí i femení FCK Handball.

## Història

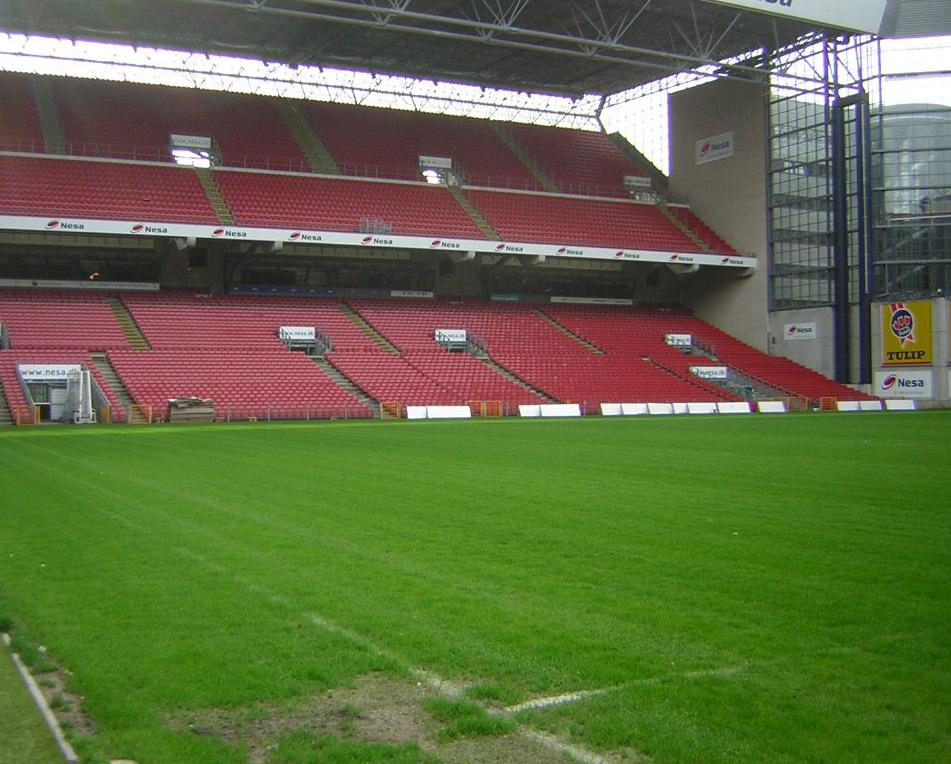
Parken

El club es fundà l'1 de juliol de 1992, com a resultat de la fusió del 15 cops campió de Dinamarca Kjøbenhavns Boldklub (KB) (fundat el 1876) i el 7 cops campió danès Boldklubben 1903 (B 1903) (fundat el 1903), ambdós de Copenhaguen. El nou FCK usà la llicència del B1903 per seguir a primera divisió i la posició del KB fou usada pel segon equip.
Juga a l'estadi Parken, que també és seu de la selecció de futbol de Dinamarca i el seu principal rival és el també club de la capital, Brøndby IF.

## Palmarès

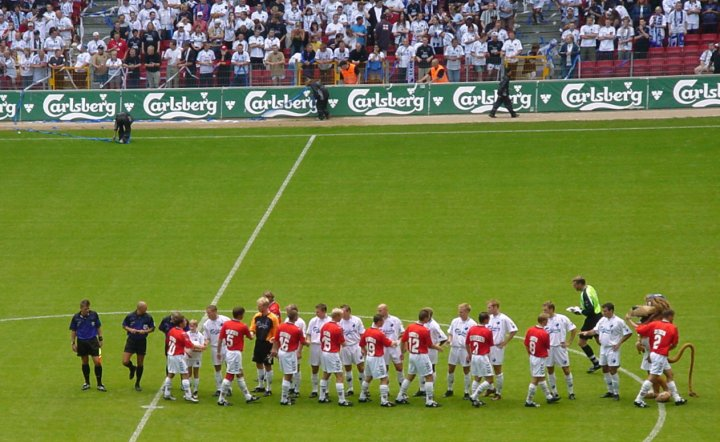
2001: FCK enfront Vejle Boldklub a Parken

- Royal League (2): 2004-05, 2005-06
- Lliga danesa de futbol (16): 1992-93, 2000-01, 2002-03, 2003-04, 2005-06, 2006-07, 2008-09, 2009-10, 2010-11, 2012-13, 2015-16, 2016-17, 2017-18, 2021-22, 2022-23, 2024-25
- Copa danesa de futbol (9): 1995, 1997, 2004, 2009, 2012, 2015, 2016, 2017, 2023
- Copa de la Lliga danesa de futbol (1): 1996
- Supercopa danesa de futbol (3): 1995, 2001, 2004
- Copa Ørestad (2): 2000, 2002
- Copa del Rei: 1994

## Jugadors destacats

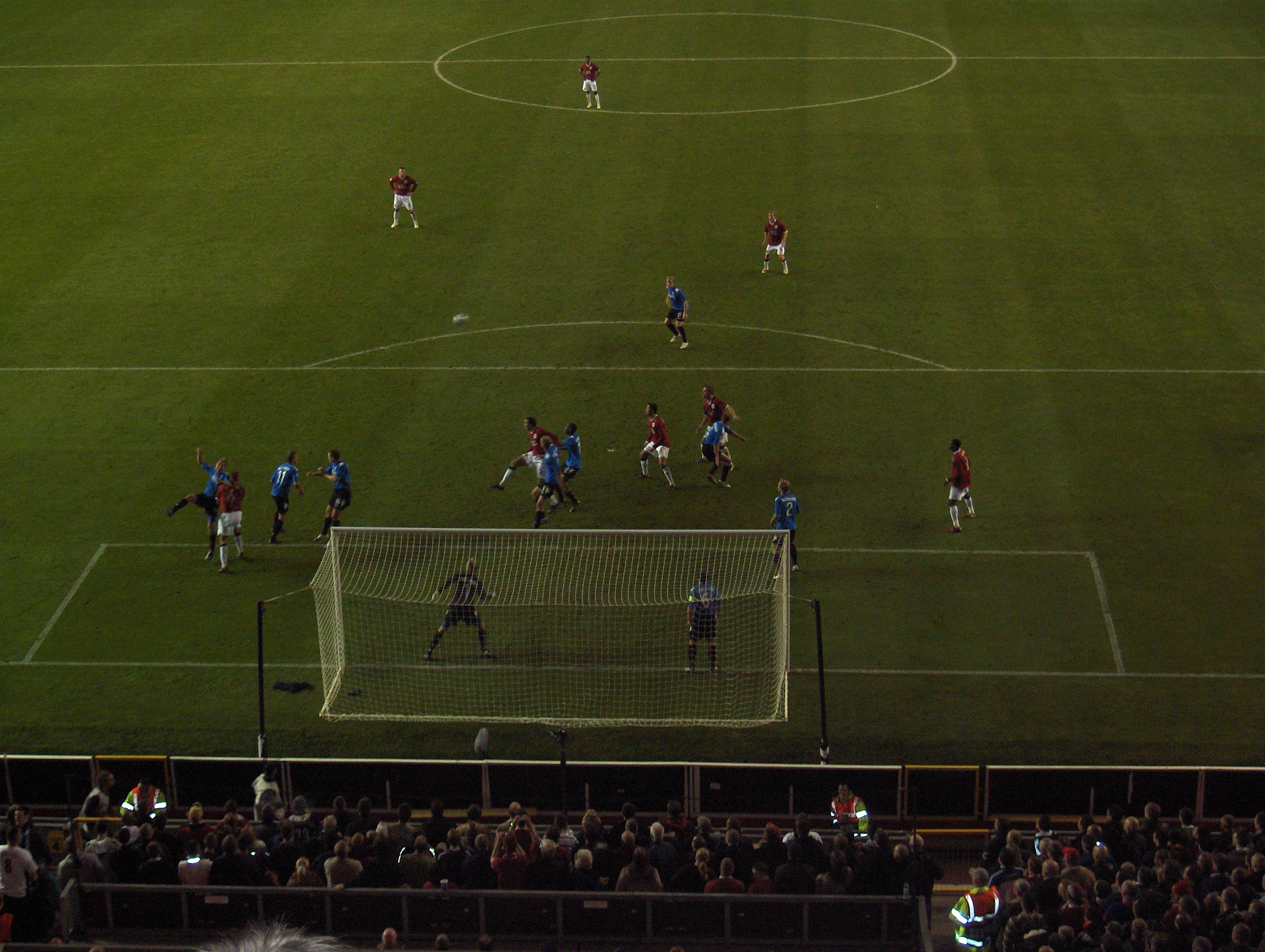
2006: Man Utd vs FCK

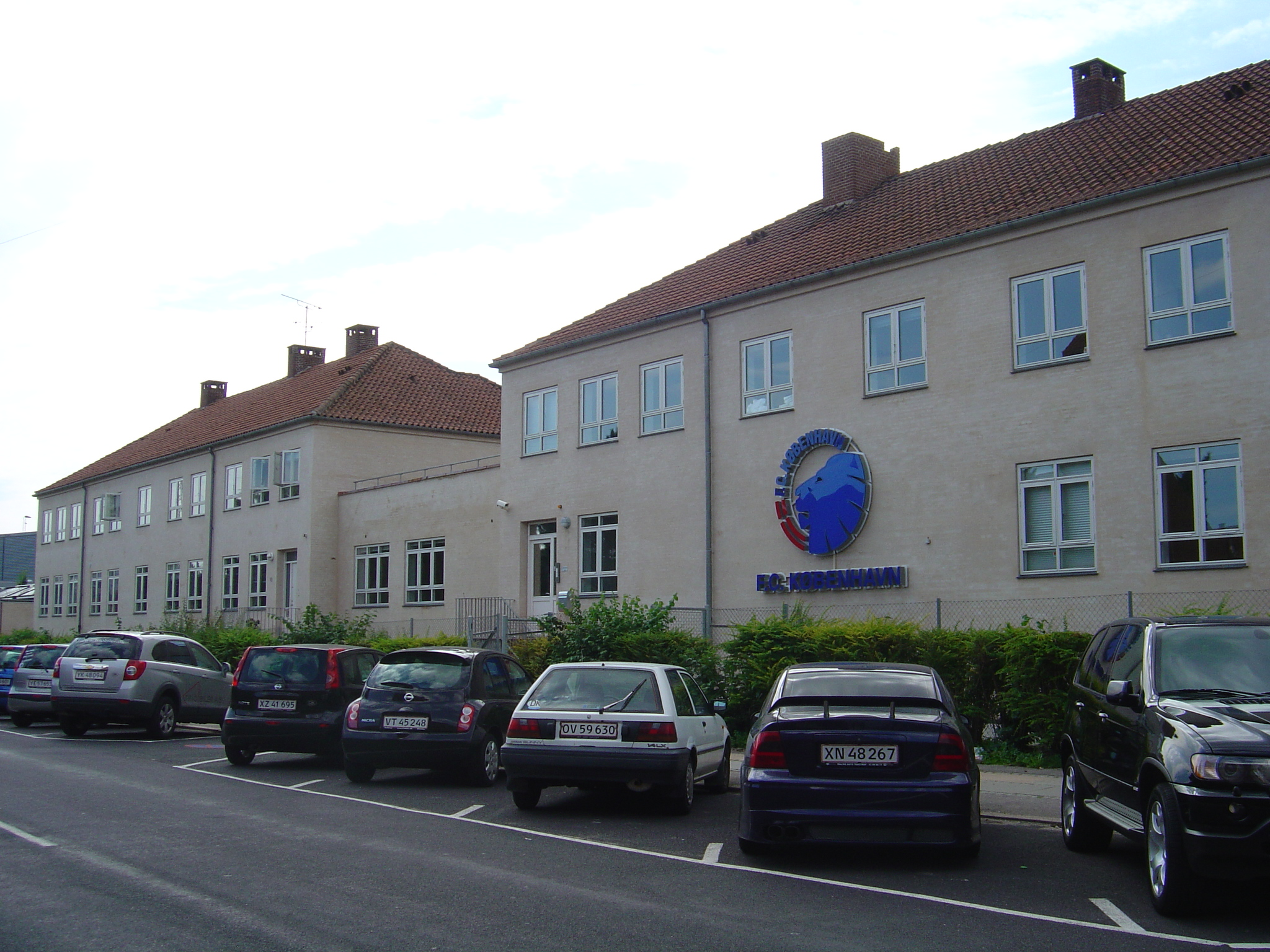
Instal·lacions d'entrenament del FCK a Frederiksberg Idrætspark

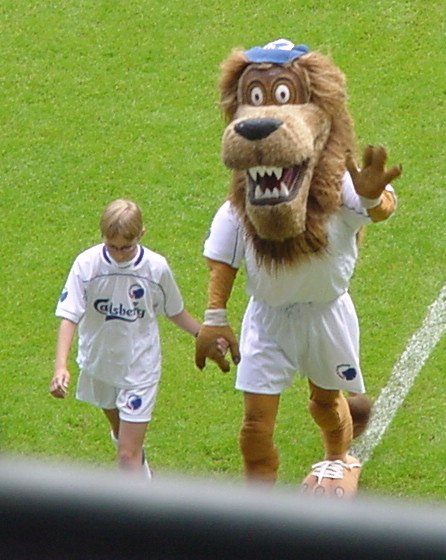
2001: Mascota amb els colors del club

Llista dels futbolistes membres del "Saló de la Fama" votats pels seguidors l'hivern del 2006.
- Sibusiso Zuma
- Peter Nielsen
- Lars Højer
- Christian Poulsen
- Todi Jónsson
- Bjarne Goldbæk
- Erik Mykland
- Peter Møller
- Michael Mio Nielsen
- Niclas Jensen
- Ståle Solbakken
- Christian Lønstrup
- Michael Manniche
- Álvaro Santos
- Tobias Linderoth
- Lars Jacobsen
- Bo Svensson
- Diego Tur
- Jesper Christiansen
- Hjalte Nørregaard
- Jacob Laursen
- Martin Johansen
- Michael Johansen
- Antti Niemi
- Morten Bisgaard